# Хаг га-ґеула
Хаг га-ґеула (івр. חג הגאולה) — свято що відзначають хасиди Хабаду до 19-го дня єврейського місяця кіслева.

## Свято визволення рабина Шнеура Залмана

### Історія
Дата знаменна для хасидського руху Хабад. Рабин Шнеур Залман із Ляд (івр. שניאור זלמן מליאדי), перший Ребе ХаБаДу (також відомий як «Альтер Ребе» на їдиш) був поінформований невірно впізнаним на ім'я Авігдор та заарештований за звинуваченням у підтримці Османської імперії, закликаючи своїх послідовників надсилати гроші до Землі Ізраїльської як «докази» його нібито повстанських устремлінь (насправді гроші були направлені на підтримку бідних євреїв). У той час Земля Ізраїльська входила до складу Османської імперії, яка воювала з Російською імперією. Шнеур Залман був звинувачений у державній зраді та звільнений у світському 1798 році у вівторок за єврейським календарем 19 кіслева. Вважається, що п'ятдесят три дні ув'язнення рабина Шнеура Залмана відповідають п'ятдесяти трьом розділам першого розділу «Танії».

### Вшанування пам'яті
Цей день розглядається послідовниками руху ХаБаД як божественне виправдання, і відзначається хасидами ХаБаДу фарбренгенами. Це вважається «Новим роком хасидизму», коли кожен хасид бажає іншому, «нехай ви будете підписані та скріплені печаткою на хороший рік у вивченні та розвитку хасидизму». Таханун в цей день не читається. Традиційно в цей день співаються останні вірші 55-го псалма «Він миром викупив душу мою». Ці вірші є посиланням на те, що пережив Альтер Ребе в цей день. Рабин Шнеур Залман сказав: «Хто візьме участь у моєму святкуванні, той заслужить побачити нахас від своїх нащадків». Цей день також відзначають багато інших хасидських груп, які не належать до Хабаду. 

#### 20 Кіслева
Коли Альтер Ребе покинув в'язницю, його помилково привезли до дому зловмисника (опозиційного до Хасида), який завдав йому страждань своїми запитаннями. Після цього Альтер Ребе сказав, що три години, які він провів у домі цього зловмисника, були важчими, ніж увесь час, який він провів у в'язниці. На згадку про те, що звільнення Альтер Ребе не було завершено, доки він не залишив дім зневіреного, хасиди також відзначають 20 кіслева як день звільнення.

### Інциденти під час ув'язнення
Під час ув'язнення рабина Шнеура Залмана його допитав ерудований урядовий міністр, який поставив таке запитання: «У вірші говориться, що Бог покликав людину і сказав їй: „Де ти?“ Хіба Бог не знав, де був Адам?» Рабин Шнеур Залман відповів йому відповідно до пояснення Раші, що Бог запитав Адама «Де ти?» щоб обережно почати розмову з Адамом, щоб Адам не злякався і не збентежився раптовою появою Бога. Міністр зазначив, що йому відома ця відповідь, але він хоче почути пояснення від рабина Шнеура Залмана.
Упевнившись, що міністр вірить у вічність Тори та її настанов, рабин Шнеур Залман відповів: «Коли людині, наприклад, стільки-то років (називаючи точний вік того, хто запитує), Б-г запитує її: Де ти? Чи знаєте ви, для чого ви створені на цій землі? Чи знаєте ви, що від вас очікують і скільки ви насправді зробили?»
Хасидські перекази розповідають, що духи Маггіда з Мезерича та Баал Шем Това прийшли відвідати рабина Шнеура Залмана у в'язниці. Вважається, що рабин Йосеф Іцхок Шнеерсон одного разу відвідав камеру (коли він був у Санкт-Петербурзі влітку 1911 року), і коли він повернувся, його батько, рабин Шолом Довбер Шнеерсон, п'ятий ребе Хабаду, запитав його, чи було в камері достатньо місця для трьох осіб, що означає, що рабин Шолом Довбер вірив, що вони з'явилися як душі в тілах.

## Інші значні події
Раббі Яків з Марвеге (Коребіль), тосафіст та кабаліст XII століття, написав книгу під назвою «Відповідь з небес», у якій він записав галахічні (юдейські законні) відповіді, які, як він сказав, почув з небес. Після обговорення концепції про те, що Тору слід вивчати лише після занурення в мікву (ритуальне купання), він описує 19 кіслев як «день, який сповістить добру новину».
19 кіслева, 1744 року — вважається днем, коли був зачатий раббі Шнеур Залман, оскільки він народився рівно через дев'ять місяців, 18 елула.
19 кіслева, 1772 року — дата Йом Хіллула (смерті) Маггіда з Мезрича, наступника Баал Шем Това (засновника хасидизму).
19 кіслева, 1809 року — дата народження Альтер Ребе Хасидеї Зихлін, Шмуеля Абба. Його відзначали як дату народження династії Зихлін, поки 95 % послідовників не було вбито під час Голокосту.
19 кіслева, 2011 року — день закінчення війни в Іраку.
19 кіслева, 2017 року — Президент США Дональд Трамп заявив, що Єрусалим є столицею національної держави Ізраїль, і що посольство США має бути перенесено до цього міста.